# Bogosia argentea
Bogosia argentea là một loài ruồi trong họ Tachinidae.